# Metropolitan Police Department of the District of Columbia
Het Metropolitan Police Department of the District of Columbia (MPDC), ook bekend als Metropolitan Police Department (MPD) of DC Police, is de belangrijkste wetshandhavingsinstantie van Washington D.C. Met circa 4500 werknemers is het het op vijf na grootste gemeentelijke politiekorps van de Verenigde Staten. Het bedient een gebied van 180 vierkante kilometer en meer dan 700.000 mensen. Het MPDC werd opgericht op 6 augustus 1861 en is een van de oudste politiekorpsen van de VS. Het hoofdkantoor is gevestigd in de Henry Daly Building in Washington D.C.
1. ↑  Virtual International Authority File; geraadpleegd op: 9 september 2018; VIAF-identificatiecode: 155913504.
2. ↑  Library of Congress Authorities; geraadpleegd op: 9 september 2018; LCAuth-identificatiecode: n50080828.
3. ↑  "Code of the District of Columbia"; geraadpleegd op: 1 augustus 2020; paragraaf of sectie: 5–101.02. Boundaries and subdivision of Police District..
4. ↑  "To Protect and To Serve : The Records of the D.C. Metropolitan Police, 1861–1930"; Prologue; geraadpleegd op: 1 augustus 2020; auteur (als tekenreeks): John P. Deeben; datum van uitgave: 2008; volume: 40; uitgave: 1.